# Gare de Souvigny
La gare de Souvigny est une ancienne gare ferroviaire française de la ligne de Montluçon à Moulins, située sur le territoire de la commune de Souvigny, dans le département de l'Allier, en région Auvergne-Rhône-Alpes.
Elle est mise en service en 1859, par la Compagnie du chemin de fer de Paris à Orléans (PO). Elle est fermée aux voyageurs par la Société nationale des chemins de fer français (SNCF) en 1972, car elle est située sur une section non exploitée de la ligne. Le trafic de fret (section Moulins – Souvigny) est quant à lui interrompu en 2015.

## Situation ferroviaire
Établie à 235 mètres d'altitude, la gare de Souvigny est située au point kilométrique (PK) 394,474 de la ligne de Montluçon à Moulins (sur une section non exploitée), entre les gares de Noyant-d'Allier (fermée) et de Moulins-sur-Allier.
La voie ferrée est coupée au niveau de Chavenon, rendant impossible tout échange entre les gares de Moulins-sur-Allier et de Montluçon-Ville.

## Histoire
La station de Souvigny est mise en service le 7 novembre 1859 par la Compagnie du chemin de fer de Paris à Orléans (PO), lorsqu'elle ouvre à l'exploitation sa ligne de Montluçon à Moulins.
En 1924, des pédales électriques ont été installées en avant de signaux avancés non visibles du poste de manœuvre, afin d'éviter un croisement accidentel de trains sur la voie unique.

## Patrimoine ferroviaire
Sur le site, le bâtiment voyageurs est toujours présent ainsi que la halle à marchandises.

### Iconographie
- Souvigny (Allier) - la Gare, carte postale ancienne,  (Vue direction Moulins, la gare intérieur avec le bâtiment voyageurs, voies et quais)